# Cesura di Mwembeshi
La cesura di Mwembeshi è una zona di cesura duttile che risale a 550 milioni di anni fa e che si estende in direzione ENE-WSW attraverso lo Zambia. In Zambia separa l'arco Lufiliano a nordovest dalla cintura dello Zambesi a sudest.
È associato a un movimento di fagliazione sinistrorsa.

## Caratteristiche
La cesura di Mwembeshi è posizionata tra il cratone del Congo a nordovest e il cratone del Kalahari a sudest, a ovest della cintura del Mozambico, che si trova sul lato nord e est del cratone del Kalahari.
Si è formata nel corso dell'orogenesi Pan-Africana quando le porzioni nord e sud del supercontinente Gondwana erano amalgamate lungo la zona dell'orogenesi Kuunga tra 580 e 480 milioni di anni fa. La datazione attorno ai 550 milioni di anni fa per la cesura di Mwembeshi è basata sulla datazione uranio-piombo dell'età di alcuni zirconi di graniti sintettonici provenienti dal massiccio granitico di Hook e associati a riolite ipoabissale.
Nel corso dell'amalgama si ebbe un movimento di fagliazione sinistrorsa lungo il margine tra il cratone del Kalahari e i cratoni del Congo e della Tanzania (che si erano già fusi tra loro), il cui risultato è oggi espresso dalla cesura di Mwembeshi.
Il senso sinistrorso indica che, rispetto alle attuali coordinate, il crtaone del Congo-Sao Francisco si accostò alla porzione sudoccidentale della Gondwana da nord, anche se a quel tempo il sudovest della Gondwana era ruotato di circa 90 gradi in senso orario rispetto all'orientamento attuale, e che il cratone del Congo si avvicinò da est.
Lo scorrimento verticale fu limitato e pertanto Mwembeshi è identificata come un'importante cesura trascorrente sinistra.
Nella cesura è presente una variazione nella vergenza strutturale tra la cintura dello Zambesi e l'arco Lufiliano. Più a sudovest, la cesura si estende almeno lungo parte dell'orogenesi Damara.
È noto che ci sono basilari connessioni tra i terrane geologici e i modelli di mineralizzazione, per cui la comprensione della zona di cesura di Mwembeshi è importante per la comprensione delle risorse minerarie che si possono trovare nella regione. Nonostante ciò, la zona è stata relativamente poco esplorata.